# 도미니카 공화국의 재외공관 목록

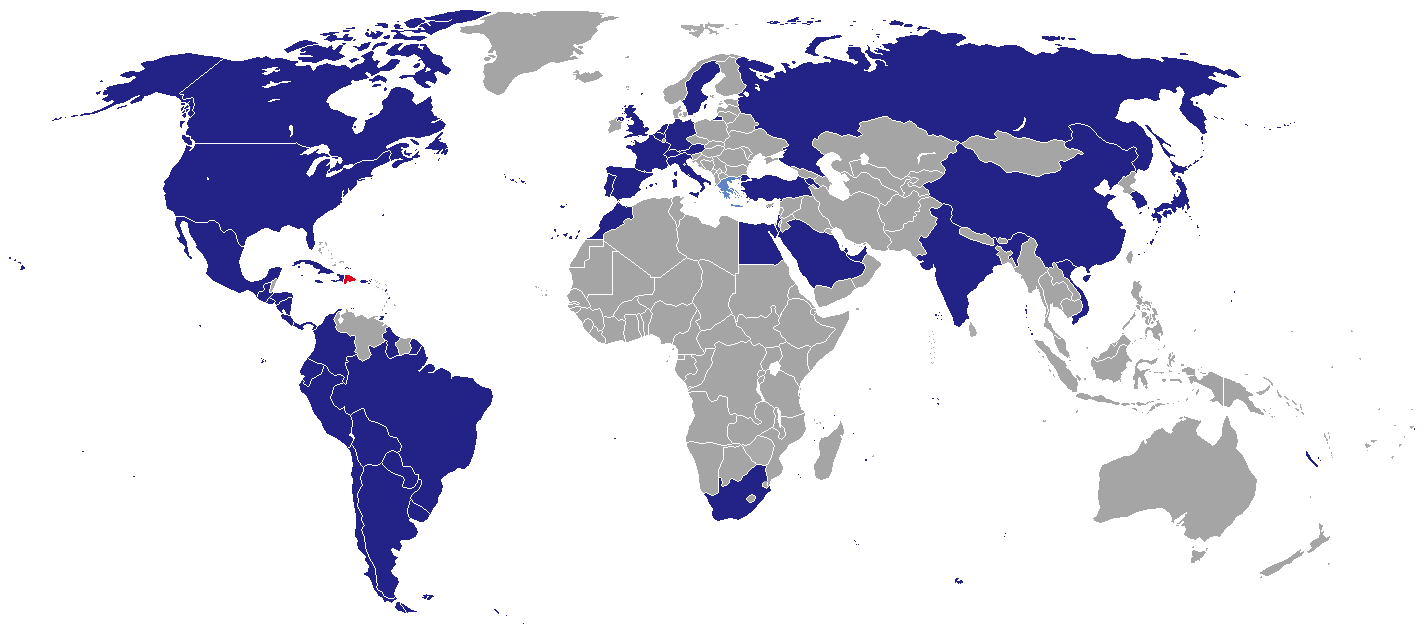
도미니카 공화국의 재외공관

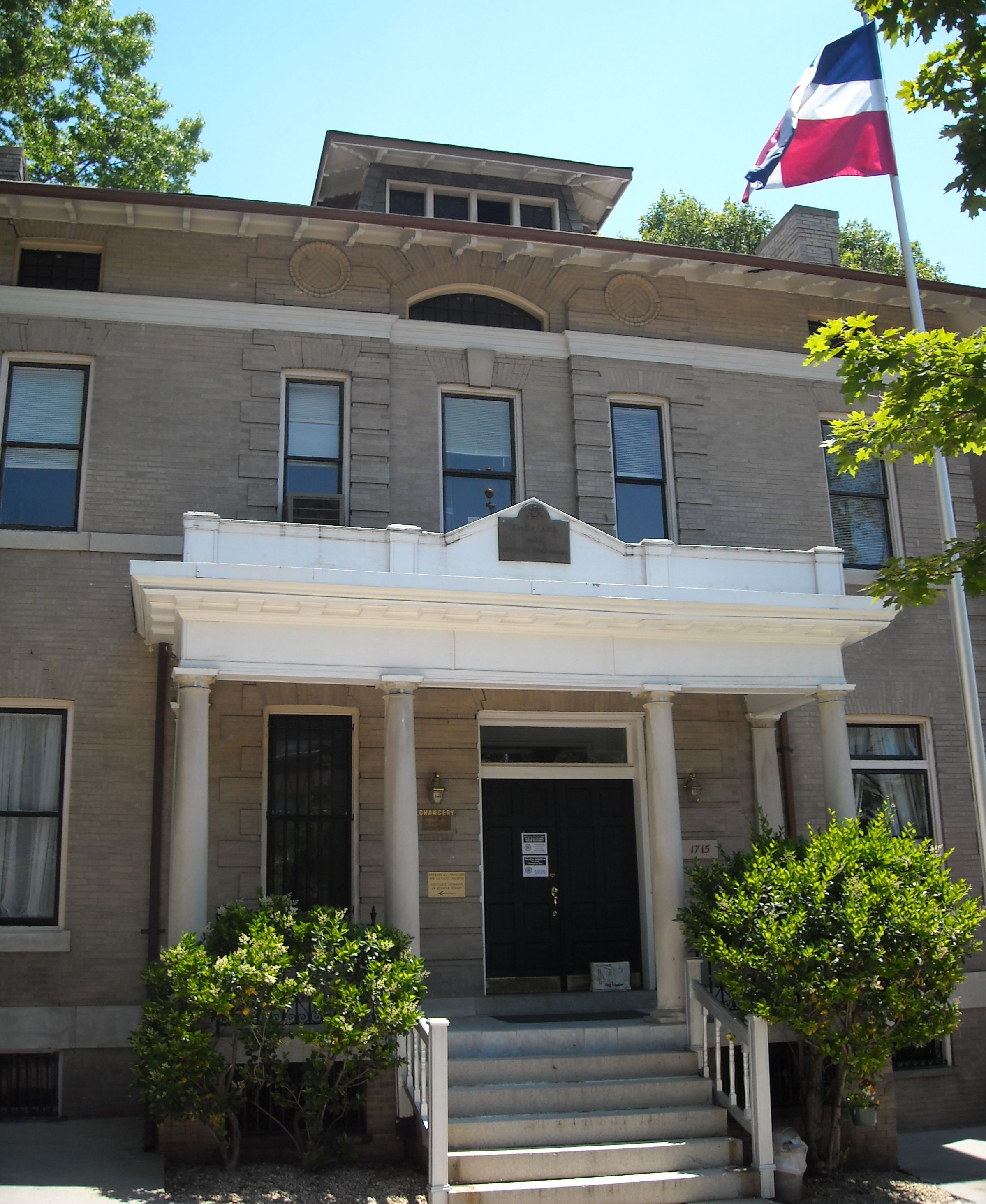
워싱턴 D.C. 주재 도미니카 공화국 대사관

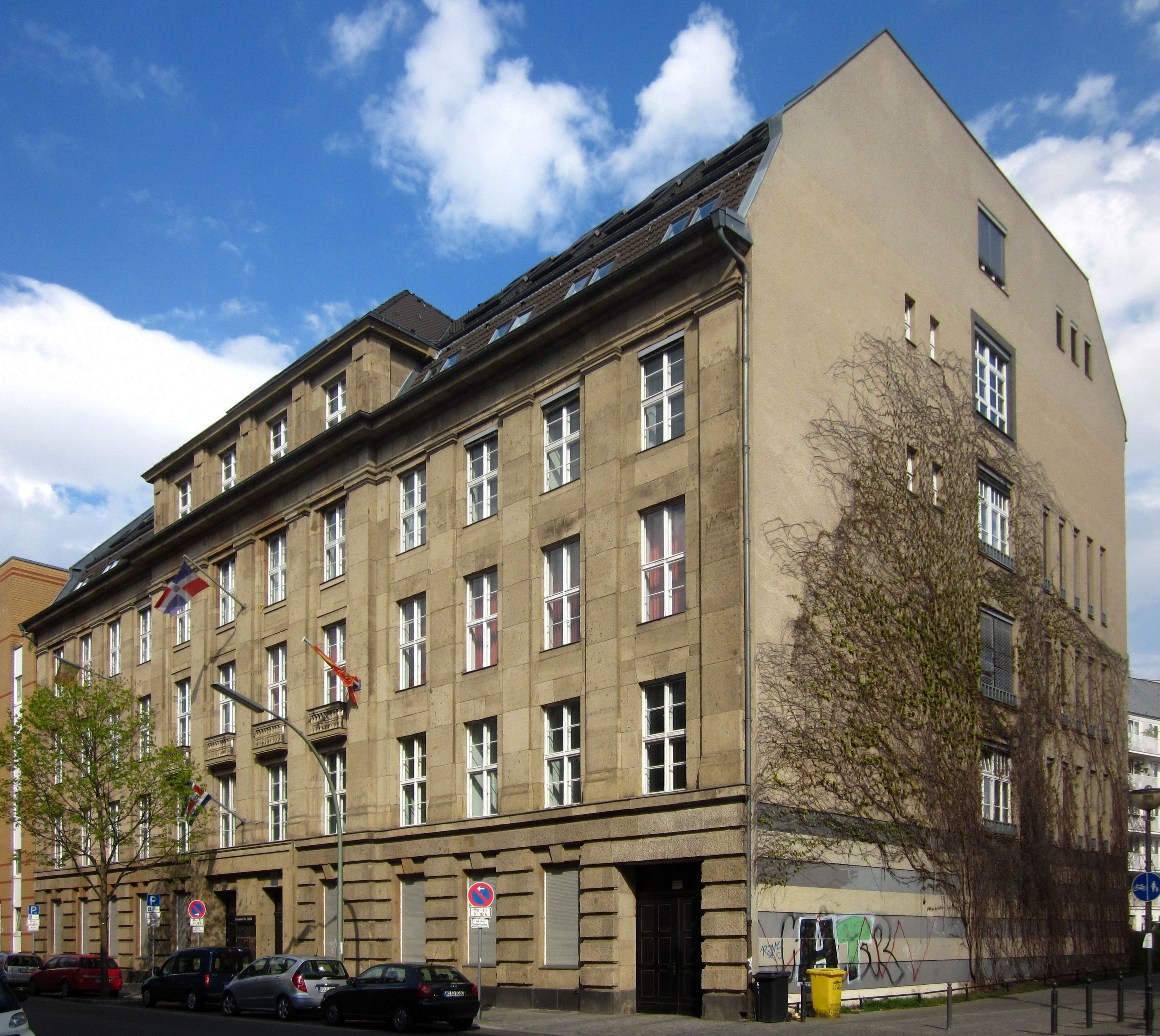
베를린 주재 도미니카 공화국 대사관

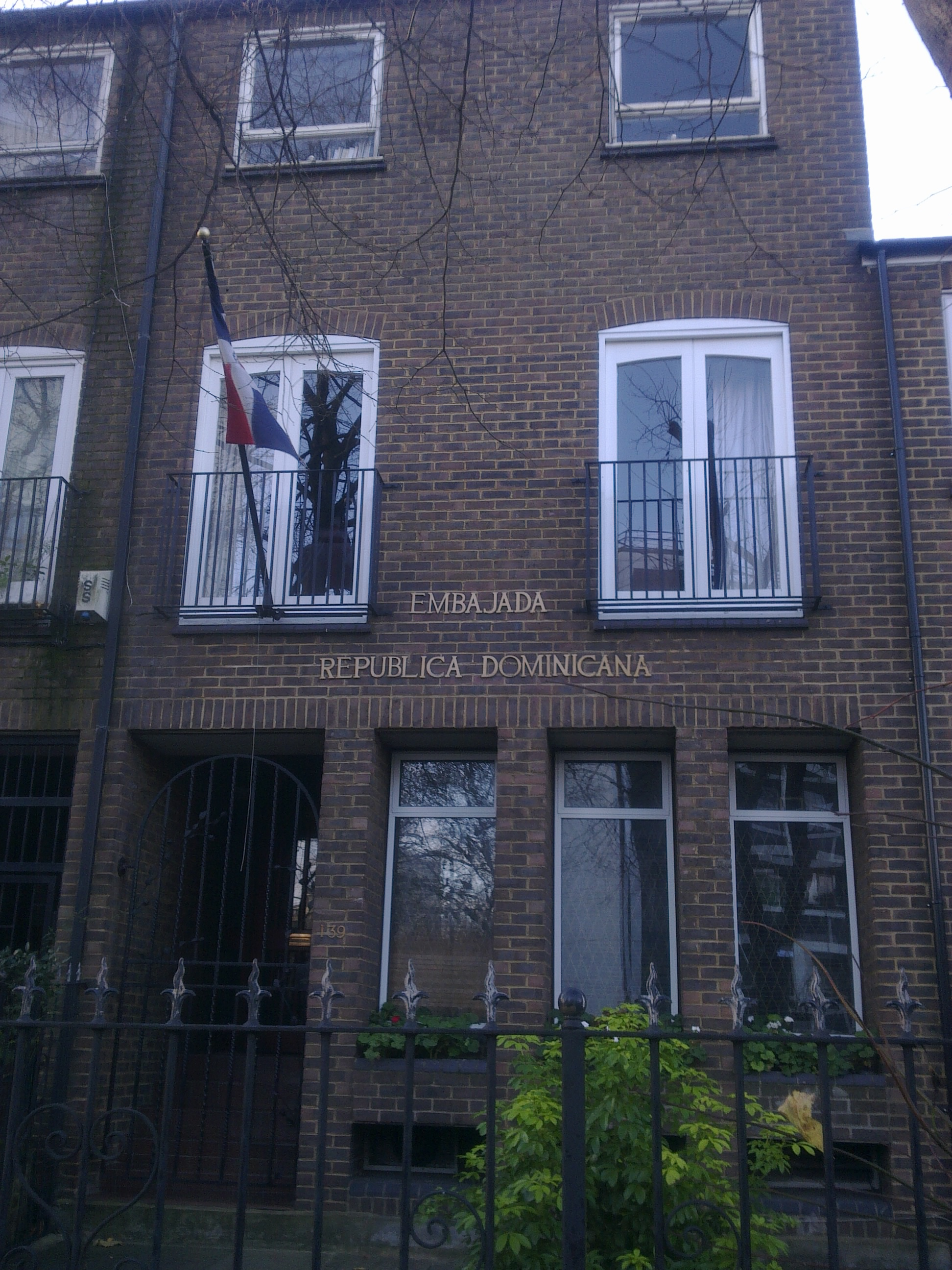
런던 주재 도미니카 공화국 대사관

도미니카 공화국의 재외공관 목록은 도미니카 공화국 주재 대사관을 각국에 상주시켜 놓는 것을 의미하며 도미니카 공화국의 재외공관을 나열한 목록이다.

## 아프리카
- 이집트
  - 카이로 (대사관)
- 모로코
  - 라바트 (대사관)
- 남아프리카 공화국
  - 프리토리아 (대사관)

## 아메리카
- 아르헨티나
  - 부에노스아이레스 (대사관)
- 브라질
  - 브라질리아 (대사관)
  - 리우데자네이루 (총영사관)
  - 상파울루 (총영사관)
- 캐나다
  - 오타와 (대사관)
  - 몬트리올 (총영사관)
  - 토론토 (총영사관)
- 칠레
  - 산티아고 (대사관)
- 콜롬비아
  - 보고타 (대사관)
- 코스타리카
  - 산호세 (대사관)
- 쿠바
  - 아바나 (대사관)
- 에콰도르
  - 키토 (대사관)
- 엘살바도르
  - 산살바도르 (대사관)
- 과테말라
  - 과테말라 시 (대사관)
- 아이티
  - 포르토프랭스 (대사관)
  - 앙자피트르 (총영사관)
  - 우나맹트 (총영사관)
  - 벨라데르 (영사관)
- 온두라스
  - 테구시갈파 (대사관)
- 자메이카
  - 킹스턴 (대사관)
- 멕시코
  - 멕시코시티 (대사관)
- 니카라과
  - 마나과 (대사관)
- 파나마
  - 파나마시티 (대사관)
- 파라과이
  - 아순시온 (대사관)
- 페루
  - 리마 (대사관)
- 트리니다드 토바고
  - 포트오브스페인 (대사관)
- 미국
  - 워싱턴 D.C. (대사관)
  - 보스턴 (총영사관)
  - 시카고 (총영사관)
  - 로스앤젤레스 (총영사관)
  - 마이애미 (총영사관)
  - 뉴올리언스 (총영사관)
  - 뉴욕 (총영사관)
  - 산후안 (총영사관)
  - 마야궤스 (총영사관)
- 우루과이
  - 몬테비데오 (대사관)
- 베네수엘라
  - 카라카스 (대사관)

## 아시아
- 중화인민공화국
  - 베이징시 (대사관)
- 인도
  - 뉴델리 (대사관)
- 이스라엘
  - 텔아비브 (대사관)
- 일본
  - 도쿄도 (대사관)
- 대한민국
  - 서울특별시 (대사관)
- 카타르
  - 도하 (대사관)
- 아랍에미리트
  - 아부다비 (대사관)

## 유럽
- 오스트리아
  - 빈 (대사관)
- 벨기에
  - 브뤼셀 (대사관)
  - 안트베르펜 (총영사관)
- 프랑스
  - 파리 (대사관)
  - 마르세유 (총영사관)
  - 푸앵타피트르 (총영사관)
- 독일
  - 베를린 (대사관)
  - 함부르크 (총영사관)
- 그리스
  - 아테네 (총영사관)
- 바티칸 시국
  - 바티칸 시국 (대사관)
- 이탈리아
  - 로마 (대사관)
  - 제노바 (총영사관)
  - 밀라노 (총영사관)
- 네덜란드
  - 헤이그 (대사관)
  - 암스테르담 (총영사관)
  - 빌렘스타트 (총영사관)
  - 필립스뷔르흐 (총영사관)
- 포르투갈
  - 리스본 (대사관)
- 러시아
  - 모스크바 (대사관)
- 스페인
  - 마드리드 (대사관)
  - 바르셀로나 (총영사관)
  - 세비야 (총영사관)
  - 발렌시아 (영사관)
- 스웨덴
  - 스톡홀름 (대사관)
- 스위스
  - 베른 (대사관)
  - 취리히 (총영사관)
- 영국
  - 런던 (대사관)

## 대표부
- EU 도미니카 공화국 정부 대표부 : 브뤼셀
- UN 도미니카 공화국 정부 대표부 : 뉴욕, 빈, 제네바
- UNESCO 도미니카 공화국 정부 대표부 : 파리
- FAO 도미니카 공화국 정부 대표부 : 로마
- 미주 기구 도미니카 공화국 정부 대표부 : 워싱턴 D.C.

## 같이 보기
- 도미니카 공화국의 대외 관계